# Bente Schwartz
Bente Schwartz (født 5. juli 1946) er en dansk forfatter. Hun er uddannet lærer og cand.mag., og hun er forfatter til undervisningsbøger. I 2006 udgav hun debatbogen Kvinde i tiden.
Hun er tillige foredragsholder og billedkunstner og er medlem af Den Alternative Velfærdskommission.
Hun blev student fra Ordrup Gymnasium i 1965, og blev herefter uddannet på lærerseminariet i Hellerup.